# 阿寒町
阿寒町（あかんちょう）は、北海道東部、釧路支庁管内の阿寒郡にあった町。マリモで有名な阿寒湖を有する。
町名はアイヌ語由来であるが、その語源については諸説あり、アカム（akam 車輪）とする説やラカン（rakan ウグイの産卵）に関係するという説、地震の時雄阿寒岳が動かなかったことに由来するという説がある。
釧路市及び音別町と合併し、改めて釧路市が発足後、もとの阿寒町役場は阿寒町行政センターとなった。

## 地理
釧路市から北西約40kmに位置。阿寒湖から南流する阿寒川の流域を占め、町域は南北に細長い。阿寒川に沿うように国道240号が縦断している。中心である阿寒地区は南部の釧路市に近い場所にあり、ここに町役場が置かれていた。
北部は阿寒摩周国立公園に属し、阿寒湖、阿寒湖温泉を有する山岳地帯。
一年を通して全国、海外特にアジアから多くの観光客が訪れる。
- 山 雄阿寒岳 (1371m)、雌阿寒岳 (1491m)、ポンサマッケヌプリ (931m)、フップシ岳 (1,225m)、徹別岳 (877m)
- 河川 阿寒川、舌辛川
- 湖沼 阿寒湖、ペンケトー、パンケトー、シュンクシタカラ湖

### 隣接していた自治体
- 釧路支庁
  - 釧路市
  - 阿寒郡：鶴居村
  - 川上郡：弟子屈町
  - 白糠郡：白糠町
- 網走支庁
  - 網走郡：津別町
- 十勝支庁
  - 足寄郡：足寄町

## 歴史
- 縄文時代より栄えた。装飾、玉石、石器も発見されている。
- アイヌ圏が形成されていく。アイヌ民族最大のコタンがある。工芸品もあり、伝統料理も食べられる。
- 1887年 阿寒郡戸長役場を設置する。
- 1923年4月1日 北海道二級町村制の施行により、阿寒郡舌辛村（したからむら）、蘇牛村（そうしむら）、飽別村（あくべつむら）及び徹別村（てしべつむら）の区域をもって、阿寒郡舌辛村が発足する。
- 1937年
  - 4月1日 阿寒郡舌辛村の区域から分立して、阿寒郡鶴居村が発足する。
  - 6月15日 阿寒郡舌辛村から阿寒郡阿寒村に名称を変更する。
- 1938年 村内の4大字を以下の各字に再編。
  - 舌辛村 → 舌辛、舌辛原野、オトンベツ、ユッパナイ、ニニシベツ、ニニシベツ原野、チチャップ、オンネナイ、オンネナイ原野、シュンクシタカラ、フプシュナイ、雄別
  - 飽別村 → 飽別、飽別原野、サイヤナイ、ルベシベ、シュリコマベツ、シアンヌ、ワッカタンネナイ、チクショベツ、オクルシュペ
  - 徹別村 → 下徹別市街地、中徹別、徹別、徹別原野、徹別市街地本通1〜3丁目、ウエンベツ、オリヨマップ、ペンケナイ
  - ※蘇牛村については、「角川日本地名大辞典 北海道」によれば「どこに相当するかは不明」とある（現在では字名に蘇牛が存在する）
- 1940年 北海道一級町村制を施行。
- 1957年1月1日 町制施行して、阿寒郡阿寒町となる。
- 1970年 2月27日 雄別炭鉱閉山。 4月15日 雄別鉄道廃止。
- 1986年 阿寒町開基100年記念式典を挙行する。
- 2005年2月11日 釧路市、阿寒郡阿寒町及び白糠郡音別町が合併して、改めて釧路市が発足する。

## 経済

### 産業
かつては雄別炭鉱を中心とした炭鉱の町として栄えていたが1970年2月に閉山。雄別地区がわずか1年で無住地区と化すなど、街は大打撃を受けた。
現在は酪農、畜産、阿寒湖を中心とする観光が基幹産業。

## 姉妹都市・提携都市

### 国内
- 姉妹都市
  - 熊本県阿蘇町（現阿蘇市になった時点に解消となった）

## 教育
高等学校
- 北海道阿寒高等学校（道立）

中学校
- 阿寒、阿寒湖

小学校
- 阿寒、阿寒湖、中徹別、仁々志別

## 交通

### 空港
- 釧路空港 （釧路市、約20km）

### 鉄道
町内に鉄道路線なし。以下の駅が最寄駅でバスが運行。
- 北海道旅客鉄道（JR北海道）
  - 根室本線 : 大楽毛駅（バスは釧路駅まで運行）

1970年4月15日に雄別鉄道廃止。町内には阿寒駅、古潭駅、新雄別駅、真澄町駅、雄別炭山駅があった。

### バス
- 阿寒バス

### タクシー
- 阿寒ハイヤー
- 阿寒観光ハイヤー

### 道路
一般国道
- 国道240号
- 国道241号
- 国道274号

道の駅
- 阿寒丹頂の里

## 名所・旧跡・観光スポット・祭事・催事

### 観光
- 阿寒摩周国立公園 - 日本で最初の国立公園。
- 阿寒湖
- 阿寒湖温泉
- 特別天然記念物マリモ
- 阿寒国際ツルセンター
- 財団法人前田一歩園 - 阿寒の自然環境保護に貢献。総面積4,300ha。

## 阿寒町と関わりのある有名人
- 前田正名：明治期の日本の実業界振興の租。
- 前田光子：財団法人前田一歩園を設立。
- 山崎定次郎：丹頂鶴監視員、富山県出身で阿寒町に入植
- 板垣恵介：漫画家、阿寒高校卒業。
- 明武谷力伸：大相撲力士・元関脇
- タデクイ：バンド
- 鶴間秀典：釧路市長、元阿寒町議、阿寒町出身。